# The Scorch Trials
The Scorch Trials  (Brasil: Maze Runner - Prova de Fogo / Portugal: Maze Runner - Provas de Fogo) é o segundo livro da série Maze Runner escrita por James Dashner e publicado pela editora Random House nos EUA, pela Vergara & Riba Editoras Ltda no Brasil e pela Editorial Presença em Portugal.

## Personagens principais
- Thomas
- Teresa
- Newt
- Minho
- Caçarola
- Brenda
- Jorge